# Rankinite
La rankinite è un minerale.